# Batsa Itsandra
 (mai 2019).
Si vous disposez d'ouvrages ou d'articles de référence ou si vous connaissez des sites web de qualité traitant du thème abordé ici, merci de compléter l'article en donnant les références utiles à sa vérifiabilité et en les liant à la section « Notes et références ».
Batsa Itsandra est une ville des Comores, située sur île de Grande Comore entre Moroni et l'Aéroport international Prince Said Ibrahim. En 2012, sa population est estimée à 2 075 habitants.

## Géographie
La ville de Batsa Itsandra se situe entre Moroni, la capitale des Comores et Hahaya, près de l'aéroport Saïd Ibrahim. Capitale de la région de Mbadani, cette petite ville est surtout connue grâce à Fesmaï roi de la région d'Itsandra et son fils Mtsoimhindza, l'introducteur de la religion musulmane dans l'île[réf. nécessaire].

## Sociologie contemporaine
Au XXIe siècle, le village est marqué par une délinquance juvénile marquée contre laquelle les habitants se mobilisent en accord avec la gendarmerie, le préfet et le procureur.